# Lista najbogatszych Francuzów w 2010 roku
Od roku 1996 francuski tygodnik Challenges publikuje coroczną listę 500 najbogatszych Francuzów „Les plus grandes fortunes”.

## Lista na rok2010[1]
| #  | Nazwisko              | Wartość majątku | Źródło majątku                  |
| -- | --------------------- | --------------- | ------------------------------- |
| 1  | Bernard Arnault       | 22 760 mln €    | LVMH                            |
| 2  | Gérard Mulliez        | 19 000 mln €    | Auchan                          |
| 3  | Liliane Bettencourt   | 14 449 mln €    | L’Oréal                         |
| 4  | Bertrand Puech        | 8 585 mln €     | Hermès                          |
| 5  | rodzina Louis-Dreyfus | 8 500 mln €     | Louis Dreyfus Group             |
| 6  | Serge Dassault        | 6 800 mln €     | Dassault Group                  |
| 7  | François Pinault      | 6 216 mln €     | PPR (Pinault-Printemps-Redoute) |
| 8  | Alain Wertheimer      | 4 500 mln €     | Chanel                          |
| 9  | Jacques Servier       | 3 800 mln €     | Servier Laboratories            |
| 10 | Jean-Claude Decaux    | 3 256 mln €     | JCDecaux Group                  |